# Eublepharis hardwickii
Eublepharis hardwickii, thường được gọi là thằn lằn báo đốm Đông Ấn Độ hoặc thằn lằn Hardwicke, là một loài tắc kè loài đặc hữu của Ấn Độ và Bangladesh.
Tên cụ thể, hardwickii, để vinh danh nhà tự nhiên học người Anh Thomas Hardwicke. 